# KrAZ-221
Der KrAZ-221 (ukrainisch КрАЗ-221) war ein schwerer dreiachsiger Lastkraftwagen des sowjetischen Herstellers KrAZ. Er wurde von 1959 bis 1966 produziert und danach durch den optisch kaum veränderten KrAZ-258 abgelöst. Von 1957 bis 1959 war das Fahrzeug bereits als JaAZ-221 (russisch ЯАЗ-221) im Jaroslawski Awtomobilny Sawod gebaut worden.

## Fahrzeuggeschichte

Sattelzug bestehend aus KrAZ-221B und Auflieger MAZ-9370 aus dem Minski Awtomobilny Sawod

Die Zugmaschine aus einer anderen Perspektive

Das Fahrzeug wurde ursprünglich im Jaroslawski Awtomobilny Sawod (kurz JaAZ) in Jaroslawl unter der Bezeichnung JaAZ-221 entwickelt. Die Serienfertigung begann dort 1957 und wurde im Jahr 1959, wie die komplette Lastwagenfertigung, nach Krementschuk zu KrAZ verlagert. Grund war, dass auf politischer Ebene beschlossen wurde, dass in Jaroslawl fortan nur noch Motoren und Getriebe gefertigt werden sollten. JaAZ wiederum hatte bereits seit Anfang der 1950er-Jahre eine sehr ähnliche Sattelzugmaschine unter der Bezeichnung JaAZ-210D produziert.
Im Zuge der Produktionsverlagerung gab es am Lastwagen kaum Veränderungen. Das ursprünglich beim JaAZ-214 neu eingeführte Fahrerhaus mit eckigem Kühlergitter blieb erhalten. Der Motor war auch weiterhin der Reihensechszylinder-Zweitakt-Dieselmotor vom Typ JaAZ-M206A, der vom nun in Jaroslawski Motorny Sawod umbenannten Werk in Jaroslawl zugeliefert wurde. Wie zuvor wurde eine pneumatische Lenkunterstützung eingebaut. Einzige optische Änderung war, dass die Kühlerfigur (der für die Fahrzeuge aus Jaroslawl typische Bär) verschwand und das Emblem am Kühler durch das von KrAZ ersetzt wurde.
Wie die anderen Modelle der Fahrzeugfamilie auch wurde das Fahrzeug Mitte der 1960er-Jahre überarbeitet. Die elektrische Anlage wurde von 12 auf 24 Volt Betriebsspannung umgerüstet. Wesentlichste Änderung war aber, dass ein überarbeiteter Motor vom Typ JaAZ-M206B mit 205 PS (151 kW) zum Einsatz kam. Das Ergebnis wurde als KrAZ-221B bezeichnet und bis 1966 in Serie gefertigt. Als in den Jahren 1965 bis 1967 eine neue Lastwagengeneration um den KrAZ-255 eingeführt wurde, gab es mit dem KrAZ-258 einen Nachfolger für das Modell.
Der KrAZ-221 wurde sowohl militärisch als auch zivil eingesetzt. Bei der Sowjetarmee diente er in Verbindung mit entsprechenden Aufliegern als Tankfahrzeug auf Flughäfen. Auch als Zugmittel für die nukleare Mittelstreckenrakete R-12 kam die Sattelzugmaschine zum Einsatz.
Neben dem KrAZ-221 gab es die technisch sehr ähnlichen Fahrzeuge KrAZ-214 (mit Allradantrieb), KrAZ-219 (mit Pritsche) und KrAZ-222 (Kipper) aus der gleichen Fahrzeugfamilie.

## Technische Daten
Für den KrAZ-221 mit Stand ca. 1960.
- Motor: Reihen-Sechszylinder-Zweitakt-Dieselmotor mit Direkteinspritzung
- Motortyp: JaAZ-M206A
- Leistung: 180 PS (132 kW) bei 2000 min−1
- Hubraum: 6,97 l
- Bohrung: 108 mm
- Hub: 127 mm
- Kompression: 17:1
- Drehmoment: 706 Nm
- Getriebe: Schaltgetriebe, 5 Vorwärtsgänge, 1 Rückwärtsgang, erster Gang unsynchronisiert
- Verteilergetriebe: zweistufig, Untersetzungen 1,32:1 und 2,28:1
- Treibstoffverbrauch: 85 l/100 km, bei 30–40 km/h mit 30 Tonnen Anhängelast
- Treibstoffvorrat: 450 l
- Höchstgeschwindigkeit: 45 km/h mit 30 Tonnen Anhängelast
- Sitzplätze: 3
- Lenkunterstützung: pneumatisch
- Antriebsformel: 6×4

Abmessungen und Gewichte
- Länge: 7375 mm
- Breite: 2638 mm
- Höhe: 2620 mm
- Radstand: 4080 + 700 mm
- Spurweite: 1950 mm vorne, 1920 mm hinten (Doppelbereifung)
- Bodenfreiheit: 290 mm
- vorderer Überhang: 1007 mm
- Wendekreis: 22.400 mm
- Leergewicht: 10.100 kg
- Sattellast: 12.000 kg (10.000 kg auf unbefestigten Straßen)
- zulässiges Gesamtgewicht: 22.100 kg
- zulässiges Gesamtgewicht Sattelauflieger: 30.000 kg (15.000 kg auf unbefestigten Straßen)
- zulässiges Gesamtgewicht Sattelzug: 40.100 kg
- Reifendimension: 12,00-20" Niederdruckreifen